# Maria von Courtenay
Maria von Courtenay, französisch Marie de Courtenay (* um 1204; † wohl September 1228 in Konstantinopel) war eine byzantinische Kaisergemahlin und Regentin (Bailla) des lateinischen Kaiserreichs von Konstantinopel aus dem Hause Courtenay.

## Leben
Geboren wurde Maria um 1204 in Frankreich als eines von 13 Kindern des lateinischen Kaisers Peter von Courtenay († 1217/1219) und der Jolante von Flandern († 1219). Zu ihren Geschwistern gehörten Margarete, Philipp II. und Heinrich II. von Namur, die ungarische Königin Jolante sowie die lateinischen Kaiser Robert und Balduin II.
Nach dem Tod von Marias Onkel mütterlicherseits, Kaiser Heinrich, im Jahr 1217 wurden ihre Eltern für dessen Nachfolge auf den Thron des im Zuge des vierten Kreuzzuges errichteten lateinischen Kaiserreichs in Konstantinopel bestimmt. Nach deren Kaiserkrönung durch den Papst im Rom am 9. April 1217 reiste Maria im Gefolge ihrer Mutter direkt auf dem Seeweg nach Konstantinopel, während ihr Vater eine militärische Expedition gegen den griechischen Despoten von Epirus unternahm. Nachdem er dabei in die Gefangenschaft des Despoten gefallen war und dort gestorben war, übernahm Jolante die Regentschaft über Konstantinopel und arrangierte die Verlobung Marias mit dem byzantinischen Gegenkaiser von Nicäa, Theodor I. Laskaris. Diese Ehe sollte einen friedlichen Ausgleich zwischen den Lateinern und Griechen besiegeln. Kaiserin Jolante starb indes 1219 und Theodor Laskaris forderte als ihr Schwiegersohn die Regentschaft über Konstantinopel ein, was ihm die lateinischen Barone allerdings verwehrten, worauf es zu neuen Kämpfen zwischen ihnen und den Griechen in Kleinasien kam. Die konnten erst nach der Ankunft von Marias Bruder, des neuen lateinischen Kaisers Robert, beendet werden, der mit Theodor Laskaris einen neuen Waffenstillstand schloss, dessen Ehe mit Maria anerkannte und außerdem selbst eine Tochter von diesem aus einer früheren Ehe zu heiraten versprach.
Die Ehe Marias mit Theodor I. Laskaris endete schon 1222 kinderlos mit dessen Tod, worauf sie einem Machtkampf mit Johannes III. Vatatzes aus dem Weg gehend von Nicäa nach Konstantinopel zu ihrem Bruder zog, wo sie großen Einfluss auf das politische Tagesgeschäft nahm und vielleicht sogar mit dem Bruder offiziell die Herrschaft teilte. Als dieser im Streit mit seinen Baronen 1227 Konstantinopel verließ, um in Rom beim Papst um Unterstützung zu ersuchen, übernahm Maria für ihn die stellvertretende Regentschaft über das Kaiserreich. Ihre an der Geschichtsschreibung vorbeigegangene Regentschaft ist einzig durch einen Brief vom 13. Februar 1228 verbürgt, den sie an den Stadtoberen von Pisa adressierte und diesem darin zuvor schon bewilligte Handelsprivilegien bestätigte. In diesem Brief tituliert sie sich als „Maria, Dei gratia imperatrix, baiula imperii Constantinopolitani“ (Maria, in der Gnade Gottes Kaiserin, Verweserin des Reichs von Konstantinopel). Marias Regentschaft endete nur kurz darauf mit dem Tod ihres Bruders während dessen Rückreise in Morea, worauf die das Wahlrecht innehaltenden Barone im Spätsommer 1228 eine neue Regentschaft für den unmündigen Balduin II. bestimmten.
Von Maria verliert sich nach 1228 jede Spur, wahrscheinlich starb sie noch im September desselben Jahres.